# Krymskaja (stanice Moskevského centrálního okruhu)
Krymskaja (rusky Крымская) je stanice na Moskevském centrálním okruhu. 

## Charakter stanice
Stanice Věrchnije Kotly se nachází ve čtvrti Donskoj rajon (Донской район) v místě křížení trati se Sevastopolským prospektem (Севастопольский проспект). Stanice se v budoucnu stane součástí dopravního uzlu spolu s nyní budovanou  stejnojmennou stanicí na Troické lince, která by měla být zprovozněna do konce roku 2024. 
Stanice má dvě boková nástupiště a disponuje dvěma vestibuly z každé strany Sevastopolského prospektu s celkem třemi východy.